# DaBaby

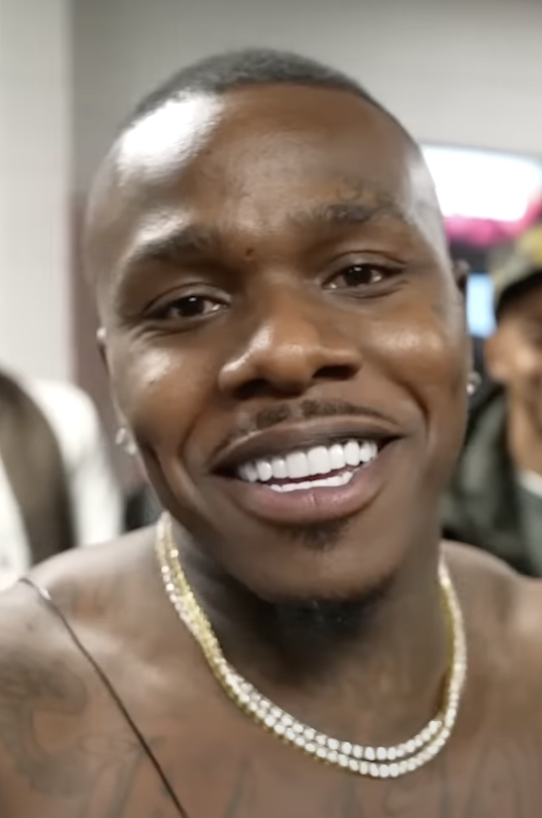
Kirk „DaBaby“ (2025)

DaBaby (* 22. Dezember 1991 in Cleveland, Ohio; bürgerlich Jonathan Lyndale Kirk) ist ein US-amerikanischer Rapper.

## Leben und Karriere
Kirk wurde am 22. Dezember 1991 in Cleveland geboren. 1999 zog er mit seiner Familie nach Charlotte, North Carolina, wo er den Großteil seiner kommenden Jahre verbrachte. Er besuchte die Vance High School und beendete diese 2010 erfolgreich.
2015 veröffentlichte der Rapper sein erstes Mixtape Nonfiction, damals noch unter dem Pseudonym Baby Jesus. In den kommenden Jahren folgten verschiedene Mixtape-Reihen, darunter God’s Work, Baby Talk, Billion Dollar Baby und Back on My Baby Jesus Sh*t.
Im Januar 2019 unterschrieb er einen Plattenvertrag bei Interscope und South Coast Music Group. Im Februar 2019 kündigte er die Baby on Baby Tour an, welche von April bis Mai 2019 stattfand. Sein Debütalbum Baby on Baby erschien am 1. März 2019 und enthielt Kollaborationen mit Künstlern wie Offset und Rich the Kid. Das Projekt erreichte auf Anhieb Platz 25 der Billboard 200. Die erste Single Suge erreichte im April 2019 die Billboard Hot 100 und stieg im Juli 2019 bis auf Platz sieben der Charts. 2019 war Kirk Teilnehmer der jährlichen Freshman-List des XXL-Magazins. Sein zweites Studioalbum Kirk erschien am 27. September 2019 und stieg in der Folgewoche auf Platz eins der Billboard 200 ein.
Im gleichen Jahr wurde er zu zwölf Monaten auf Bewährung verurteilt, nachdem er am 5. November 2018 in Charlotte den 19-jährigen Jaylin Craig angeblich aus Notwehr erschossen hatte. Ein später veröffentlichtes Überwachungsvideo soll allerdings zeigen, dass „DaBaby erst eine Schlägerei anfing und schließlich auf den 19-jährigen Jaylin Craig schoss und ihn sterben[d] zurückließ.“
Kirk ist Vater von zwei Kindern. Sein Vater starb im März 2019, was er unter anderem auch in seinem Album Kirk verarbeitet.

## Diskografie
Studioalben

| Jahr | Titel                       | Höchstplatzierung, Gesamtwochen, AuszeichnungChartplatzierungen (Jahr, Titel, Platzierungen, Wochen, Auszeichnungen, Anmerkungen) | Höchstplatzierung, Gesamtwochen, AuszeichnungChartplatzierungen (Jahr, Titel, Platzierungen, Wochen, Auszeichnungen, Anmerkungen) | Höchstplatzierung, Gesamtwochen, AuszeichnungChartplatzierungen (Jahr, Titel, Platzierungen, Wochen, Auszeichnungen, Anmerkungen) | Höchstplatzierung, Gesamtwochen, AuszeichnungChartplatzierungen (Jahr, Titel, Platzierungen, Wochen, Auszeichnungen, Anmerkungen) | Höchstplatzierung, Gesamtwochen, AuszeichnungChartplatzierungen (Jahr, Titel, Platzierungen, Wochen, Auszeichnungen, Anmerkungen) | Anmerkungen                                                    |
| Jahr | Titel                       | DE | AT | CH | UK | US | Anmerkungen                                                    |
| ---- | --------------------------- | --- | --- | --- | --- | --- | -------------------------------------------------------------- |
| 2019 | Baby on Baby Interscope     | — | — | — | — | US7 Platin · (78 Wo.)US | Erstveröffentlichung: 1. März 2019 Verkäufe: + 1.000.000       |
| 2019 | Kirk Interscope             | DE98 (1 Wo.)DE | AT57 (1 Wo.)AT | CH40 (1 Wo.)CH | UK24 (3 Wo.)UK | US1 Platin · (93 Wo.)US | Erstveröffentlichung: 27. September 2019 Verkäufe: + 1.017.500 |
| 2020 | Blame It on Baby Interscope | DE28 (1 Wo.)DE | AT10 (2 Wo.)AT | CH9 (2 Wo.)CH | UK8 (3 Wo.)UK | US1 Platin · (81 Wo.)US | Erstveröffentlichung: 17. April 2020 Verkäufe: + 1.135.000     |
| 2022 | Baby on Baby 2 Interscope   | — | — | — | — | US34 (1 Wo.)US | Erstveröffentlichung: 23. September 2022                       |